# Мусакова, Месед Абдулмамед кызы
Месед Абдулмамед кызы Мусакова, другой вариант отчества — Абдусамедовна (азерб. Məsəd Əbdülməmməd qızı Musaqova; 20 мая 1910, Даначы, Закатальский округ — 30 ноября 1972, Даначы, Закатальский район) — советский азербайджанский табаковод, Герой Социалистического Труда (1966).

## Биография
Родилась 20 мая 1910 года в селе Даначы Закатальского округа.
Начала трудовую деятельность в 1933 году рядовой колхозницей в колхозе имени Карла Маркса Закатальского района, позже звеньевая в этом же колхозе.
В 1964—1965 годах достигла высоких результатов в области табаководства, за что 30 апреля 1966 года удостоена звания Героя Социалистического Труда с вручением Ордена Ленина и золотой медали «Серп и Молот».
Участвовала на ВДНХ, где получила бронзовую медаль.
С 1967 года на персональной пенсии.
Имела четверых детей.
Трудовая деятельность М. А. Мусаковой освещена в книгах известного азербайджанского писателя Али Алиева «Стая журавлей» и кандидата педагогических наук Гашима Исмаилова «Закатала».
Скончалась 30 ноября 1972 года в родном селе.